# Капитан Пауэр и солдаты будущего
«Капитан Па́уэр и солдаты будущего» (англ. Captain Power and the Soldiers of the Future) — американский научно-фантастический постапокалиптический телесериал 1987-1988 годов о сражении людей и роботов. В сериале использованы мотивы сериала Metal Hero. В СССР показ сериала начался 5 декабря 1991 года на телеканале «2x2».
Над сериалом работал главный создатель научно-фантастического сериала «Вавилон-5» — Джозеф Майкл Стражински.

## Аннотация
В XXII веке шли Металлические войны (англ. Metal Wars) между машинами и людьми. Результатом явилось поражение человечества. Земля оказалась под властью роботов во главе с лордом Дредом, чья штаб-квартира располагалась в Вулкании (одно из мест постапокалиптического мира). И только группа бойцов во главе с Джонатаном Пауэром, облачённых в спецкостюмы, созданные отцом Джонатана, могут эффективно бороться против роботов Дреда…

## Сюжет

### Заставка
Каждый эпизод сериала начинается с заставки, знакомящей зрителей с предысторией происходящих в сериале событий и представляющих главных героев.
Включить энергию!
Земля, год 2147. Наследство Металлических войн, в которых машины сражались против людей и одержали победу.
Биодреды. Создания-монстры, которые охотятся на оставшихся в живых представителей человеческой расы и переводят их в цифровой код. Валкения. Центр империи биодредов. Крепость Лорда Дреда, грозного властителя нового порядка.
Но из огня Металлических войн вышло новое поколение воинов. Рожденных и подготовленных для свержения Лорда Дреда и его империи биодредов.
Их звали Солдатами будущего. Последней надеждой человечества.
Их лидер, капитан Джонатан Пауэр, обладает невероятными боевыми костюмами, превращающими каждого солдата в устрашающую боевую единицу. Майор Метью Мастерсон по прозвищу «Ястреб», боец в небе. Лейтенант Майкл Эллис, по прозвищу «Танк», сухопутная сила. Сержант Роберт Бейкер, по прозвищу «Скаут», шпионаж и коммуникации. И капрал Дженнифер Чейс по прозвищу «Пилот», эксперт тактических систем. 
Вместе они — сильнейший боевой отряд в истории Земли. Их девиз: защищать жизнь. Их цель: покончить с властью Лорда Дреда. Их зовут Капитан Пауэр и Солдаты будущего.

### Предыстория
К 2132 году во всем мире армии, состоящие из людей, заменили солдаты-роботы, так называемые биороботы. Основная цель, которая преследовалась при создании армии биороботов — возможность вести войны без человеческих потерь, сводя таким образом любой вооружённый конфликт к состязанию между машинами. Войны в результате стали практически ежедневными. Группа ученых, возглавляемых доктором Стюартом Пауэром начала работать над суперкомпьютером, способным контролировать системы управления всех военных роботов Земли. Группа Пауэра намеревалась остановить всех биороботов и положить конец войнам.
Суперкомпьютер, названный «Сверхмозгом» (англ. OverMind), требовал для своей работы вычислительные мощности, сравнимые по функциональности с человеческим мозгом. Один из ближайших соратников Стюарта Пауэра, Лиман Таггарт, недовольный темпом развития проекта, решил подключить свой мозг к прототипу будущего суперкомьютера.
В результате Таггарт стал одержим идеей точности и «совершенства» машин. Человеческое сознание в сочетании с механическим телом, по его убеждению, — следующий шаг на пути эволюции жизни на Земле. Используя «Сверхмозг» как своего основного союзника, он повел армии биороботов мира в крестовый поход против человечества — начались Металлические войны. В течение считаных месяцев человечество было повержено.
Поняв, что оно бессильно против армии Таггарта, мировое правительство обратилось за помощью к доктору Стюарту Пауэру. Пауэр изобрел боевые костюмы, позволяющие человеку на равных сражаться с солдатами армии биороботов. В одной из схваток с Таггартом Стюарт погибает, спасая сына Джонатана. Таггарт также серьёзно ранен. Чтобы спасти своего властителя, «Сверхмозг» заменяет половину тела Таггарта механическими частями. Став киборгом, Таггарт отказывается от своего человеческого имени и становится Лордом Дредом.

### Проект «Новый порядок»
Сюжетная линия первого (и единственного) сезона сериала разворачивается вокруг проекта «Новый порядок» (англ. Project New Order), который планирует осуществить Лорд Дред. Проект, основная цель которого — истребить оставшихся людей для построения идеального мира — состоит из четырёх частей:
- Стикс — выброс мощного яда, который уничтожил бы большую часть оставшегося в живых человечества.
- Харон — создание армии усовершенствованных биодредов.
- Икар — создание мощной орбитальной платформы, способной оцифровывать целые континенты.
- Прометей — создание плазменного шторма, который бы выжег поверхность земли.

Команда капитана Пауэра использует систему телепортационных порталов, позволяющих быстро перемещаться по североамериканскому континенту и сохранять в секрете местонахождение базы. В завершении сезона Дреду удается взломать коды системы телепортации и послать войска для уничтожения базы Пауэра. Самому Пауэру с тремя членами команды удается спастись, однако Дженнифер «Пилот» Чейс остаётся на базе и погибает, активируя систему самоуничтожения.

## Персонажи
- Тим Даниган — капитан Джонатан Пауэр (англ. Captain Jonathan Power). Сын доктора Стюарта Пауэра, изобретателя боевых костюмов. Джонатан был воспитан как борец за свободу людей в их борьбе с машинами-угнетателями. Лидер «Солдат будущего».
- Питер Макнилл — майор Мэтью Мастерсон («Ястреб») (англ. Major Matthew "Hawk" Masterson). Самый старший член команды Пауэра. Серьезен, не любит лишних разговоров. Боевой костюм Ястреба даёт ему возможность летать.
- Свен-Оле Торсен — лейтенант Майкл Эллис («Танк») (англ. Lieutenant Michael "Tank" Ellis) Танк стал известен благодаря своему массивному телосложению, прямолинейности и физической силе. Боевой костюм не только многократно увеличивает его силу, но и позволяет выдерживать попадания лазерных пистолетов противника.
- Морис Дин Уинт — сержант Роберт Бейкер («Скаут»). Скаут — специалист по камуфляжу, шпионажу, коммуникациям, взлому систем защиты. Говорит на нескольких иностранных языках. Боевой костюм позволяет ему на время маскироваться под рядового робота, что Скаут с успехом использует при разведывательных операциях.
- Джессика Стин — капрал Дженнифер Чейс («Пилот»). Пилот — не только специалист по управлению транспортными средствами, в том числе летательными аппаратами, но и эксперт в области электроники. Легко осваивает, взламывает, и ставит «жучки» на любые виды техники. В боевом костюме не уступает по силе мужчинам команды Пауэра.
- Дэвид Хемблен — лорд Дред/Доктор Лиман Таггарт (англ. Lord Dread/Dr. Lyman Taggart) Главный отрицательный герой. После серьёзной травмы половина тела Дреда была заменена на биотехнический аналог. Из своего командного пункта в Вулкании Дред может дистанционно контролировать подвластных ему биороботов. Безжалостный властелин «Нового порядка», ненавидит капитана Пауэра.
- Зоран (англ. Soaron). Первый абсолютно самостоятельный робот и наиболее сильный противник для солдат капитана Пауэра. Основан на типаже летучей мыши, умеет летать и обладает собственным мышлением, независимым от повелителя. В одной из серий получил два подобных себе прототипа, но они были ликвидированы «Солдатами будущего» вследствие как программного несоответствия боевых модулей и неопытности прототипов, так и скрытой ревности к исключительности самого Зорана.
- Бластер (англ. Blastarr). Последний действующий робот лорда Дреда. Отличается наземным базированием, скоростным гусеничным двигательным узлом и щитом, защищающим от оружия противника.

## Первый сезон
1. Shattered (Разбитая)
Пауэр получает сообщение от старой знакомой Афины Самуэлс. Чтобы встретиться с ней, он и Пилот летят в Сан-Франциско. Но оказывается, что это западня — Афина была захвачена и оцифрована Дредом. Отпустив её, он надеется найти капитана Пауэра. У Афины своя цель для встречи с Пауэром. Она готова убить капитана, но не дать ему попасть к Дреду.
2. The Abyss (Пропасть)
Команда Пауэра встречается с отрядом сопротивления, которым руководит генерал Бриггс. Попав в плен к генералу, Пауэр понимает, что война с Дредом помутила рассудок старого военного.
3. Final Stand (Финальное противостояние)
Выполняя одну из миссий, команда Пауэра встречает Каско, генетически созданного бойца, выращенного в той же колонии, где и Танк. Но в отличие от Танка, Каско переполняют чувство мести и ненависти. Захватив заложников, он вызывает Танка на бой.
4. Pariah (Изгнанник)
Лорд Дред начинает реализацию первой части проекта «Новый порядок» — Стикс. Из лаборатории Дреда на волю выпущен мальчик, зараженный новой формой чумы. Вирус действует практически мгновенно и Соарон оцифровывает уже целые поселения находящихся в коме людей. Пытаясь спасти мальчика, заражается новой болезнью Ястреб.
5. A Fire in the Dark (Огонь во тьме)
Лорд Дред находит художницу Джессику Морган, которая была ослеплена в первые дни войны. Дред возвращает зрение Джессике в обмен на её помощь. Лишь она способна создать дизайн нового совершенного мира машин. Когда капитан Пауэр прибывает, чтобы спасти Джессику, Лорд Дред ставит художницу перед выбором — остаться или уйти с Пауэром и ослепнуть навсегда.
6. The Mirror in Darkness (Зеркало в темноте)
В поселениях выживших людей появляется человек, называющий себя капитаном Пауэром. Он выманивает жителей из укрытия, чтобы Соарон оцифровывал их. Тем временем настоящему капитану Пауэру, которого принимают за подставного, грозит суровое наказание.
7. The Ferryman (Паромщик)
Капитан Пауэр перехватывает планы второй части проекта «Новый порядок» — Харон. Оказывается, что Дред планирует создать армию из тысяч новых биодредов. Пауэру удается помешать Дреду и на свет появляется лишь два новых биодреда — Бластарр, мощный наземный боевой робот и Лаки — уменьшенная дефектная версия Бластарра.
8. And Study War No More (Хватит заниматься войной)
Команда капитана Пауэра обнаруживает подземный город, которые сами жители называет «город Мира». Прибыв туда солдаты будущего обнаруживают райский уголок, по-видимому, не тронутый войной. Однако, в действительности все не так прекрасно — райское место оказывается камуфляжем для военного предприятия Лорда Дреда.
9. The Intruder (Незваный гость)
Энди Джексон, солдат, пробирается на базу капитана Пауэра, пытаясь этим доказать, что он достаточно умел для того, чтобы войти в команду. Однако солдаты будущего скорее разозлены, чем обрадованы — проникновение в их базу может выдать её местонахождение Лорду Дреду.

#### 10. Wardogs (Боевые псы)
Ястреб встречается с боевым отрядом сопротивления «Боевые псы», руководит которым знакомая Ястреба Ви. Вместе с отрядом Ви ищет «Эдем 2» — место, согласно легенде, нетронутое войсками Дреда. В это время Пауэр попадает в засаду и Ястребу приходится делать выбор между мечтами об «Эдеме 2» и войной с Дредом.
11. Flame Street (Улица Огня)
Отчаявшись найти новую информацию о проекте «Новый порядок», капитан Пауэр решается зайти в «Паутину» — единственную в мире уцелевшую компьютерную сеть. Заходить в неё опасно — неумелое использование сети опасно для разума посетителя. Кроме этого, в момент, когда Пауэр попадает в сеть, туда же входит Лорд Дред.
12. Gemini and Counting (Близнецы)
Для того, чтобы достать необходимое количество вакцины для больных людей, Пилоту нужно проникнуть на одну из баз Лорда Дреда. До встречи с Пауэром Пилот сама была членом «Молодежи Дреда» и знает, как проникнуть на базу незамеченной. На базе Пилота обнаруживает и пытается задержать Эрин, которая, как и когда-то Пилот, состоит в «Молодежи Дреда».
13. And Madness Shall Reign (И воцарится безумие)
Дред готовит новое оружие против выжившего человечества — яд, вызывающий безумие. Во время посещения базы, где произошло отравление, заражается Танк. Вскоре он начинает стрелять направо и налево, предполагая, что его окружают биодреды. Кроме этого, капитану Пауэру надо остановить запуск ракеты с зарядом яда, иначе безумие распространится на все сопротивление.
14. Judgement (Суд)
После битвы с Соароном Пауэр и Пилот оказываются в пустыне. Оставив капитана, Пилот отправляется за помощью. Однако в ближайшем поселении её узнают, как члена отряда «Молодежи Дреда». Теперь Пилоту грозит трибунал.
15. A Summoning Of Thunder, part 1 (Вызов Грома)
Пауэр посещает могилу своего отца — доктора Стюарта Пауэра и вспоминает события 15-летней давности. Тогда, в начале Металлических войн, Стюарт Пауэр готовился противостоять своему бывшему другу Лиману Таггерту (впоследствии Лорду Дреду).
16. A Summoning Of Thunder, part 2
Дред отправляется на встречу к капитану Пауэру, также вспоминая прошлое. Создание Соарона, попытка убедить Стюарта Пауэра в совершенстве мира машин. Финальная битва, в которой Стюарт Пауэр погибает, а Таггарт ранен настолько сильно, что становится наполовину киборгом, Лордом Дредом.
17. The Eden Road (Дорога в Эдем)
Представитель мифического «Эдема 2» хочет увидеть капитана Пауэра, чтобы попросить помощи. Пауэр не верит в существование легендарного убежища, но все равно отправляется на встречу, надеясь, наконец, узнать, существует ли «Эдем 2» на самом деле. На встрече, которая проходит в Темном городе — поселении, погруженном в кислотный туман, капитан вместе с секретными данными получает апельсин — доказательство существования «Эдема 2».
18. Freedom One (Свобода Один)
«Свобода один», секретная радиостанция выжившего человечества, организует встречу лидеров пяти наиболее сильных отрядов сопротивления. Пришло приглашение и Пауэру. Но когда лидеры собрались, становится ясно, что что-то в этой встрече не то.
19. New Order — The Sky Swallow Them (Новый порядок — небо поглотит их)
Капитан Пауэр получает информацию о третьей и четвёртой части проекта «Новый порядок» — космической платформе «Икарус», способной оцифровывать целые континенты и «Прометей», вызывающей плазменные бури, уничтожающие все живое. Единственный способ помешать Дреду — атака на Вулканию.
20. New Order — The Land Shall Burn (Новый порядок — и сгорит земля)
В результате успешной атаки космическая платформа «Икарус» взорвана. Падая, платформа попадает прямо на Вулканию, уничтожая Соарона и разрушая половину базы Дреда. Однако отряду Пауэра ещё предстоит уничтожить платформу «Прометей».
21. Retribution — 1 (Возмездие)
Лорд Дред в гневе от того, что проект «Новый порядок» сорван. Он использует все оставшиеся силы для уничтожения оставшегося в живых человечества. Кроме этого, у Дреда появляется информация о местонахождении одного из телепортационных порталов Пауэра.
22. Retribution — 2
Получив информацию о телепортационном портале Пауэра, Дред готовит ловушку — и она срабатывает. На базу, где из команды осталась лишь Пилот, врываются войска Дреда. Пилот взрывает базу, уничтожая врага, и погибает сама.

### Эпизоды, не выходившие в эфир
1. The room (Комната)

Команда Пауэра обнаруживает несколько безлюдных секторов. Оказывается, что жителям предлагается «переселение» в безопасное укрытие. Пытаясь выяснить, что происходит, капитан Пауэр под видом простого жителя присоединяется к группе, собирающейся «переселиться». В дороге Пауэра разоблачают и берут в плен.
1. The rose of yesterday (Роза вчерашнего дня)

Лорд Дред приказывает уничтожить все оставшиеся у человечества книги. Команда капитана Пауэра пытается эвакуировать жителей из сжигаемых войсками Дреда городов. Во время одной из операций Танк встречает женщину, библиотекаршу, отказывающуюся покинуть обреченный город.

## Второй сезон

### Информация о существовании второго сезона
Относительно существования второго сезона сериала существуют несколько точек зрения. Согласно английской версии Википедии, второй сезон существовал лишь в виде идей общего хода развития сериала. По этой версии капитан Пауэр покидает команду и становится борцом-одиночкой, ищущим возможность отомстить за смерть Дженнифер. Майор Мастерсон «Ястреб» становится лидером команды в отсутствие Пауэра. Появившаяся в команде женщина — «Рейнджер» становится предметом внимания Эллиса «Танка». Появлявшийся в первом сезоне рядовой Чип Морроу «ТНТ» также окончательно входит в команду.
Согласно информации, опубликованной на сайте поклонников сериала «База капитана Пауэра», сценарий второго сезона, состоящего из 18 эпизодов, был написан, но не был снят.
На официальном сайте сериала, в то же время, есть скриншоты первых семи серий второго сезона, что говорит о том, что производство серий было всё-таки запущено, но, видимо, не доведено до конца.
Не вызывает сомнений лишь тот факт, что второй сезон сериала никогда не выходил в эфир.

### Эпизоды второго сезона
1. Vendetta — part 1 (Вендетта)
Пауэр со своей командой, лишившись своей базы, вынуждены скрываться. Пытаясь отомстить за смерть Пилота, Пауэр сталкивается с новым Лордом Дредом, который стал ещё более машиной, чем человеком. В эпизоде появляется Крис О’Коннор «Рейнджер», которая впоследствии станет одним из членов команды.
2. Vendetta — part 2
Тем временем Пауэр решает основать новую базу, основанную ещё его отцом и находящуюся далеко на севере, за полярным кругом. Однако не долетев до намеченной цели, корабль Пауэра подбит в бою и терпит крушение на территории северной Канады.
3. The Archers — part 1. The Order of the Arrow (Лучники — орден Стрелы)
Потерпев крушение в Великом Северном Лесу, Пауэр и его команда атакована и захвачена в плен местным племенем, которое называет себя «Лучники». Воины племени вооружены высокотехнологичными луками и стрелами. Недовольные тем, что корабль Пауэра повредил значительную часть леса и опасаясь прибытия отрядов Дреда, Лучники хотят убить Пауэра и солдат будущего.
4. The Archers — part 2. Visions in Ultraviolet (Лучники — Видения в ультрафиолете)
В то время как Пауэр пытается завоевать доверие Лучников, Дред входит в контакт с «Бароном», вождем одного из небольших лесных племен. Узнав об их союзе, Пауэр решает провести разведку, во время которой на солдат будущего и Лучников нападают биороботы. Во время боя Пауэр падает с утеса.
5. The Archers — part 3. The Willow and the Oak (Лучники — Ива и дуб)
Упав в реку и выжив, капитан Пауэр попадает к человеку, которого зовут «Торговец». Тот выдаёт местоположение Пауэра Дреду. Лорд Дред высылает на поиски своих новых роботов — «Охотников». Уничтожить в бою новых созданий практически невозможно, и команда Пауэра пытается скрыться. В это время Дред проецирует в небо своё голографическое изображение и приказывает сдаться. В противном случае будет инициирован плазменный шторм, который уничтожит все в радиусе 1000 километров.
6. The Archers — part 4. Plasma Storm Raging (Лучники — Ярость плазменного шторма)
Команда Пауэра смотрит, как вдалеке «Охотники» начинают инициировать плазменный шторм. Дред обещает уничтожить весь лес, если Пауэр не сдастся. Не слушая приказов Пауэра, Ястреб включает свой боевой костюм и пытается остановить роботов Дреда. Когда энергия в костюме заканчивается, Ястреб падает в центр плазменного шторма.
7. The Archers — part 5. Death and Beyond (Лучники — Смерть и После смерти)
Ястреб и Скаут грабят склад запчастей Барона, что даёт им возможность починить корабль. В это время оставшаяся часть команды пытается захватить лазерную пушку Барона — лишь это оружие способно противостоять надвигающемуся плазменному шторму. Чтобы отвлечь Дреда от защиты пушки, капитан Пауэр вызывает его на схватку.

### Неснятые серии
Дальнейшее развитие сюжета сериала различается в разных источниках. Среди запланированных событий, на которых основываются неснятые серии, можно отметить:
8. The Observer
Пауэр и его команда покидают лес, направляясь к новой базе, но лорд Дред поджидает их там и встает у них на пути. В связи с неожиданным появлением и дерзкой помощью Энди Джексона, чье настоящее имя, как выясняется, Чип «ТНТ» Морроу, они прорывают блокаду Дреда и, наконец, добираются до их нового дома. «ТНТ» и «Рейнджер» получают суперкостюмы и становятся новыми членами команды Пауэра.
9 — 13.
Пауэр и его новая команда продолжают свою войну против Дреда, совершая серию дерзких миссий с целью спасти движение сопротивления и остановить Дреда от осуществления его последнего плана — проекта «Возрождение» (плана по усовершенствованию тела машин, который позволит Дреду начать строить новый порядок). В ходе этих миссий Пауэр сталкивается с новейшим союзником Дреда Ксеноном, самым грозным биодредом-военачальником, а также охотниками-ищейками, новой формой роботизированных кавалеристов, ещё более опасными, чем старые.
14 — 16. The Blood Dimmed Tide
При поиске новых данных о проекте «Возрождение» Пауэр, Танк и Рейнджер высаживаются на тропическом острове, где дьявольский доктор Севериус осуществляет коварные опыты, работая на лорда Дреда, который в ходе экспериментов создал расу мутантов с необычными способностями. В то время как Джонатан пытается заставить мутантов служить делу свободы человечества, Ястреб, Скаут и ТНТ должны выстоять в одиночку против Дреда и его силы.
17 — 18.
Силы лорда Дреда угрожают безопасности Пассажа, убежища для многих выживших людей. Пауэр, полный решимости помочь жителям Пассажа бежать, отправляется на поиски легендарного Эдема II. В ходе поисков Пауэр и его команда снова встречаются с Vi и Псами Войны, которые покинули Эдем II в поисках предателя, который угрожает раскрыть Эдем II Дреду. Вместе они захватывают предателя, однако Дред уже осведомлен о существовании Эдема. Дред атакует Пассаж, но команда Пауэра и Псы Войны уничтожают силы Дреда и добиваются успеха в транпортировке людей из Пассажа в Эдем II. Там они находят высокотехнологичный рай, где правит таинственный Совет, который приветствует Пауэра и его команду в их среде.
19 — 22.
Пауэр со своей командой и Псами Войны теперь в безопасности, однако опасность ещё далеко не миновала. Лорд Дред теперь знает про Эдем и намерен найти его любой ценой. Улучшенные силы Дреда стремительно приближаются к Эдему, пока команда Пауэра наряду с Vi и Псами Войны пытаются убедить Совет в том, что технологии Эдема II должны быть использованы, чтобы выстоять против Дреда, если человечество хочет иметь какой-нибудь шанс выжить. Битва до конца, все бои вот-вот начнутся!

## Закрытие сериала
Сериал, по словам создателей, пытался быть интересным как детской, так и взрослой аудитории. Что, вероятно, послужило одной из причин закрытия — уровень жестокости, изображенный в сериале, был выше, чем это считалось приемлемым для детей, а то, что было направлено на детскую аудиторию, отпугивало взрослых (например, «комиксное» название сериала).
Немаловажным фактором была высокая стоимость производства — каждая серия обходилась создателям примерно в 1 миллион долларов, что достаточно дорого для сериала, ориентированного в большей степени на детей. Сказалось на плохом рейтинге и то, что серии показывались в США ранним утром в воскресенье.